# Vranje
Vranje er en by i det sydlige Serbien, med et indbyggertal (pr. 2002) på cirka 55.000. Byen er hovedstad i distriktet Pčinja, tæt ved grænsen til nabolandet Makedonien.
42°33′N 21°54′Ø / 42.550°N 21.900°Ø
- Wikimedia Commons har flere filer relateret til Vranje